# 2001 FL185
2001 FL185, também escrito como 2001 FL185, é um objeto transnetuniano (TNO) que está localizado no cinturão de Kuiper, uma região do Sistema Solar. Ele é classificado como um cubewano. O mesmo possui uma magnitude absoluta (H) de 7,1 e, tem um diâmetro com cerca de 142 km, por isso existem poucas chances que possa ser classificado como um planeta anão, devido ao seu tamanho relativamente pequeno. Este corpo celeste é um sistema binário, o outro componente, o S/2007 (2001 FL185) 1, possui um diâmetro estimado em cerca de 88 km.

## Descoberta
2001 FL185 foi descoberto no dia 26 de março de 2001 pelo astrônomo Marc W. Buie.

## Órbita
A órbita de 2001 FL185 tem uma excentricidade de 0,080 e possui um semieixo maior de 44,371 UA. O seu periélio leva o mesmo a uma distância de 40,816 UA em relação ao Sol e seu afélio a 47,926 UA.